# Chiesa di Santa Maria di Valverde (Taormina)
La chiesa di Santa Maria di Valverde e l'adiacente monastero costituivano un unico aggregato monumentale con diversa destinazione d'uso, primitivi luoghi di culto ubicati in piazza Vittorio Emanuele II o primitivo «Piano della Badia» nel comune di Taormina.

## Storia

### Epoca imperiale
Saggi e scavi archeologici hanno riportato alla luce le terme romane risalenti al I - II secolo d. C. nella zona del foro adiacenti all'ex monastero, sul lato settentrionale in una porzione d'area compresa tra l'attuale caserma e il Palazzo dei Congressi. Molti manufatti risultano inglobati nelle abitazioni sorte nell'area denominata la «Zecca».
Il complesso d'epoca imperiale presenta tre grandi ambienti affiancati da strutture in laterizi distinguibili in frigidarium, in tepidarium e calidarium, questi ultimi contraddistinti dal pavimento ad ipocausto atto a veicolare l'aria o acqua calda, ottenuta da fuochi accesi sotto di esso.

### Epoca aragonese
L'istituzione religiosa, filiazione del monastero di Santa Maria di Valverde di Messina, affidata alle Suore Penitenziali Canonichesse dei Canonici regolari di Sant'Agostino della «Congregazione di Valverde» è documentata nel 1275, ed era soggetta direttamente alla Santa Sede. La terminologia Valverde deriva dal nome della casa madre monastero di Valverde nelle Fiandre, in latino Virdis Vallis. Sottoposti alla giurisdizione della casa madre messinese erano i monasteri dell'Ordine in Sicilia, Calabria e Puglia.
Il piano antistante era denominato piazza della Badia e la chiesa, separata dal monastero, intitolata a Santa Maria era detta di Goffredo. Retaggio legato a Goffredo d'Altavilla, fratello di Ruggero e fervente devoto, sostenitore della diffusione del particolare culto e promotore dell'espansione dell'Ordine.

### Epoca spagnola
In tutte le strutture siciliane della «Congregazione di Valverde» subentrano i religiosi dell'Ordine della Beata Vergine del Monte Carmelo.
A Taormina, dopo l'insediamento, ai Carmelitani è assegnata la chiesa di Santa Maria dei Greci, prontamente intitolata e dedicata alla Madonna del Carmelo, oggi conosciuta come chiesa del Carmine. Presso il luogo di culto è edificato il convento dell'Ordine. I religiosi con l'emissione della bolla pontificia di Papa Innocenzo X datata 1661, decretante la soppressione dell'istituzione, sono costretti ad abbandonare le strutture.
Nel 1750 il teologo e storico Giovanni Di Giovanni documenta il loro reinsediamento in città presso il monastero di Santa Maria di Valverde.

### Epoca contemporanea
Con l'Unità d'Italia il piano della Badia è rinominato piazza Vittorio Emanuele II. Con l'emanazione delle leggi eversive del 1866 il complesso religioso è soppresso per essere incamerato dal pubblico demanio. La struttura del monastero è adibita a caserma dei Carabinieri.
La chiesa cambiata la destinazione d'uso diventa il teatro Regina Margherita, in onore della moglie di re Umberto, causa trasformazione del centro cittadino in un polo turistico internazionale, sempre più rinomato e ricercato. Il teatro è stato abbattuto nel 1960, per lasciare spazio al nuovo progetto del Palazzo dei Congressi dell'architetto Giuseppe Sivieri.

## Santi Martiri Taorminesi
L'unico luogo documentato del tempio serba la memoria dei Santi Martiri Taorminesi:
- Cappella delle Sante Martiri Taorminesi. L'ambiente era dedicato alle matrone Eusebia (Esia), Susanna e Zenaide, discepole di San Pancrazio.[5]

Le persecuzioni dell'imperatore Gaio Messio Quinto Traiano Decio per mano dei consoli Quinziano e Tertullo annoverano una nutrita schiera di santi e sante martiri:
Evagrio, Epafrodito prete, Neofisto diacono, Sepero e Corneliano e altri 60 martiri.
Benedetta diaconessa, Paolina vergine, Maria e Seja martiri. Il Collegio delle Vergini diaconesse è documentato come la più antica istituzione religiosa taorminese.
San Felice vescovo, Santa Lucia matrona e San Geminiano, figlio di quest'ultima.

## Monastero
L'area, primitive strutture e ambienti ospitano l'attuale caserma dei carabinieri.

## Implicazioni
- Santuario di Maria Santissima di Valverde. Con l'omonimo santuario di Valverde l'istituzione taorminese condivideva il titolo e l'appartenenza allo stesso Ordine ma, d'organizzazione conventuale. Verosimilmente per un periodo pari a 56 anni, e comunque ben 4 secoli dopo l'insediamento delle prime filiazioni monasteriali in terra sicula. Infatti il possesso canonico del convento di Santa Maria di Valverde della località catanese da parte degli Agostiniani Scalzi risale al 5 aprile 1694. L'affidamento «pleno jure» e il relativo decreto risalgono al 26 aprile 1697 per opera di Andrea Riggio, arcivescovo di Catania.
- Santuario di Maria Santissima di Valverde di Enna. Col santuario ennese condivideva solo il titolo. Presso l'istituzione è attestata solo una confraternita di recente istituzione. Altro elemento comune è l'opera evangelizzatrice di San Placido.